# Batalla de Lobositz
La batalla de Lobositz o de Lovosice es la batalla que señala el principio del conflicto conocido como guerra de los Siete Años y ve enfrentarse, el 1 de octubre de 1756, al fuerte ejército de Prusia de 29 000 hombres al mando de Federico II de Prusia y un ejército austríaco de 34 000 hombres dirigido por el mariscal conde Maximilian Ulysses Browne. La batalla terminó con una victoria táctica de Prusia, ya que impidieron al ejército austríaco reforzar a sus aliados sajones asediados en Pirna.

## Preludio
Federico II, ante la perspectiva de verse rodeado de enemigos y la certeza de ser atacado de un momento a otro, decide sacar ventaja e invade  Sajonia el 29 de agosto de 1756 contra el consejo de sus aliados británicos. Ni los sajones, ni el Sacro Imperio Romano Germánico están listos aún para la guerra. El ejército sajón tomó una posición defensiva cerca de Pirna, y Federico II sólo tuvo la opción de asediarlo y rendirlo por hambre.
El ejército austríaco que viene en ayuda de Sajonia es detenido por las fuerzas de Federico II cerca de la ciudad de Lobositz (Lovosice en checo) a orillas del Elba (en la actual República Checa).

## Movimientos previos
En agosto de 1756 los prusianos invadieron Sajonia con un numeroso ejército dividido en tres columnas. Los sajones, desprevenidos, se atrincheraron en Pirna y fueron rodeados por las tropas de Federico II. Los sajones pidieron entonces ayuda a María Teresa I de Austria, que tenía dos ejércitos en Bohemia. El ejército principal se encontraba en Kolin al mando de Browne y un segundo ejército en Moravia. La difícil misión de auxiliar a los asediados correspondió a von Browne. Pero en agosto le faltaban las tropas necesarias, material y caballería ligera.
El 26 de agosto reunió en Kolin cerca de 23 400 infantes y más de 7000 jinetes, aunque algunos de los cañones y la caballería ligera no habían llegado aún. De Kolin, Browne se trasladó a Budin, donde terminaron de llegar los refuerzos, y se puso en marcha el día 30 de septiembre en dirección a Lobositz (Lovosice en checo).
Federico II recibe entonces noticias de que hay tropas imperiales cerca de Lobositz, pero su fuerza es desconocida. Federico pone a sus tropas en marcha en tres columnas.

## Fuerzas de los contendientes y distribución de las tropas
Las fuerzas imperiales estaban formadas por 26 500 infantes, 7500 jinetes y 94 cañones.
Federico II, por su parte, contaba con 18 250 infantes, 10 500 jinetes y 99 cañones, de los que 47 eran de gran calibre.
Browne colocó a sus tropas de la siguiente manera:
Ante Lobositz había dispuesto casi un tercio del ejército. Había gran número de infantería acompañada de algo de caballería (húsares y carabineros) y dragones. 12 000 hombres cubrían esta posición.
En las laderas de la montaña Lobosch (572 m) se apostaron tropas de infantería. En la dirección a Sullowitz colocó a carabineros y húsares y detrás de Sullowitz dispuso infantería.
El mariscal Browne formó su ejército detrás de una zona muy accidentada, con un pequeño río delante y zonas con desfiladeros delante de su flanco izquierdo y central. Las aldeas de Kinitz y Radostiz no estaban defendidas. En esta posición, formando un arco, esperaban los imperiales a sus oponentes.
Los prusianos avanzaron desde el valle Velemin entre Lobosch y Homolka. Poco antes del amanecer llegaron a Federico dos mensajes diferentes. Uno decía que las tropas imperiales se retiraban y el otro decía que avanzaban contra los prusianos. Sin saber a qué atenerse, Federico II ordenó la retirada.
La derecha se atrincheró en la cresta del Homolka. El centro ocupó las dos carreteras que conducen a Lobositz y el ala izquierda tuvo más dificultades porque al replegarse fue recibido con fuego por parte de un destacamento croata imperial.

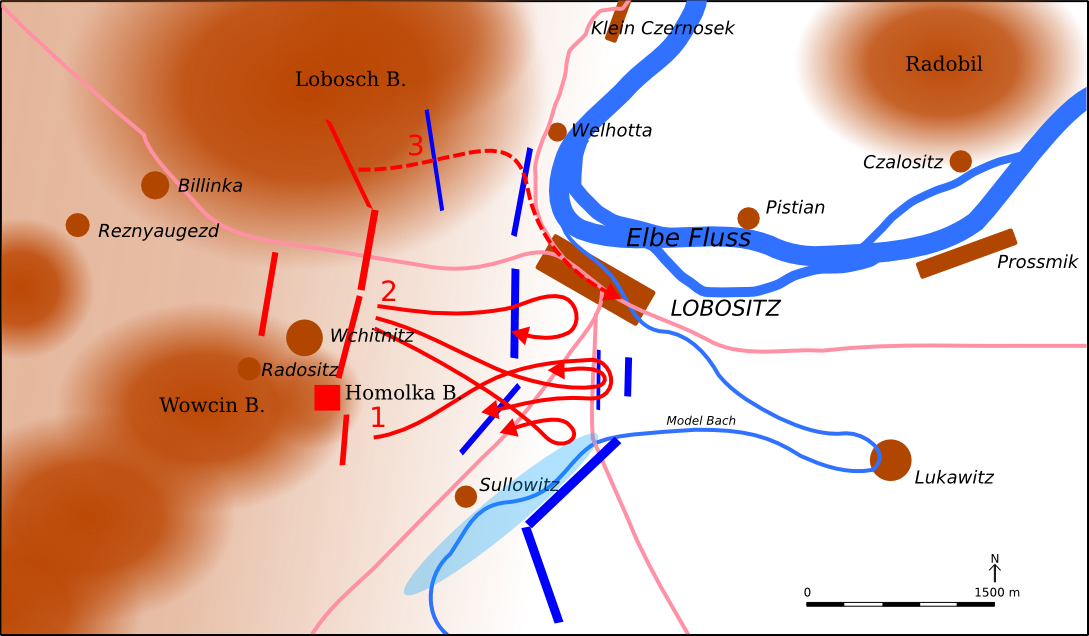
La batalla de Lobositz

## La batalla
Federico II seguía sin conocer las fuerzas de su enemigo y su disposición. El paisaje estaba envuelto en una densa niebla. Federico II ascendió al Homolka, pero solo pudo ver que Lobositz estaba ocupada por infantería y caballería. Federico II mandó bombardear las posiciones que ocupaba la caballería austriaca, la cual no carga, sino que cambia varias veces de posición sufriendo grandes bajas.
Federico II ordena avanzar a sus tropas pero la niebla hace difícil el avance porque oculta las posiciones defensivas y las baterías austriacas diezman a las tropas prusianas. Federico decide entonces atacar a las tropas de caballería que eran visibles y que, después de haber sufrido muchas bajas por la artillería, son arrolladas por la caballería prusiana.
Entre tanto, la infantería prusiana fracasaba, una y otra vez, en su avance. Federico II se burló de Gesler, que había dirigido el asalto, y este con rabia metió su espada en la vaina y armado solo con la fusta dirigió un nuevo ataque. Dos balas de mosquete acabaron con su vida. Cerca de 10 000 infantes prusianos avanzaron ahora contra los austriacos. Mientras tanto en el ala izquierda los prusianos se habían ido imponiendo.
En ese momento la niebla se levantó y Federico II pudo ver al fin completo el campo de batalla y Federico ordenó un ataque en Lobositz. Los prusianos aún se encontraban en las mismas posiciones tanto en el ala derecha como en el centro.
Por su parte Browne había sufrido importantes pérdidas, su caballería había sufrido mucho mientras que la infantería estaba resguardada detrás de sus posiciones defensivas sin tomar en ningún momento la ofensiva. Sin embargo, podía vencer si tomaba el ala izquierda prusiana.
Browne ordenó el ataque comprometiendo en el combate a 4200 hombres que hicieron retirarse a las tropas prusianas. Pero la situación cambió pronto y todo el ala izquierda, una vez reagrupada, atacó hundiendo a parte de la infantería imperial en el Elba. Los cañones prusianos incendiaron varias casas de Lobositz mientras las tropas prusianas atacaban la ciudad. Finalmente la ciudad quedó en manos de Prusia. Las tropas imperiales, tras pasar la noche en las cercanías, decidieron retirarse hacia Budin.

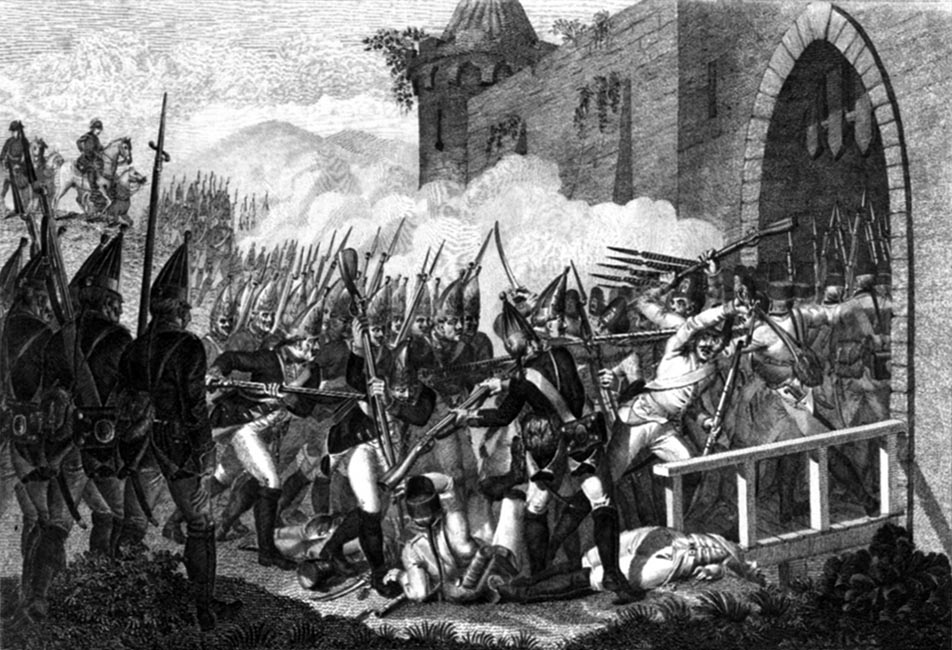
La batalla de Lobositz en un grabado del

## Consecuencias
En ambos ejércitos las bajas fueron cercanas a los 2900 hombres. El ejército austriaco se retiró intacto, llegó a Budin el día 8 y Browne incluso logró introducir una pequeña fuerza en Pirna, donde estaban asediados los sajones, pero era demasiado tarde y con demasiadas pocas tropas, por lo que el ejército sajón se entregó el 14 de octubre de 1756. El Ducado de Sajonia reconoció su derrota al día siguiente. Después de ocupar la ciudad, tanto las tropas austriacas como las prusianas se retiraron a sus cuarteles de invierno.